# Грекофилы
Грекофилы — религиозно-философское течение общественной мысли в России, выражающееся в ориентации на византийскую православную культуру. Отличалось от латинофильства — ориентации на католическую Европу и старообрядчества — стремления следовать старым русским религиозным традициям.
Грекофилы вели активную полемику с латинофилами и старообрядцами, как по религиозным, так по общественно-политическим вопросам.

## Возникновение и развитие
Грекофильство возникло в 1620-е годы и во 2-й половине XVII века стало самым влиятельным, выступило как официальная идеология Русской православной церкви, поддерживалась царской властью. Большое влияние на развитие грекофильства оказала государственная доктрина Русского государства, начало которой было положено во времена правления Ивана III, Москва — Третий Рим. Москву XVII века образно называли «светочем славянства» и «новосияющими Афинами».
Особым влиянием «грекофильство» пользовалось при патриархе Иоакиме, который жёстко противостоял и латинству, и старообрядчеству, сторонники которых подвергнуты жестоким репрессиям и казням.
Грекофилы были активными участниками церковной реформы 1653—67 годов, поскольку считали, что Русская православная церковь слишком отдалилась от истинного (греческого) Православия, а исправление имеющихся ошибок в богослужебных книгах и церковных обрядах позволит Русской церкви занять главенствующее место среди всех православных церквей. В свою очередь главенство Русской церкви поднимет государственный престиж России, превратив её в «Новый Израиль».

## Виднейшие представители
- Епифаний Славинецкий (ок. 1600—1675)
- Евфимий Чудовский (ум. 1705)
- Афанасий, митрополит Холмогорский (1641—1702)
- Игнатий, митрополит Тобольский (1639—1701)
- Арсений Грек (род. ок. 1610)
- Иоанникий (1633—1717) и Софроний Лихуды (1652—1730)